# Trimeresurus phuketensis
Trimeresurus phuketensis es una especie de serpientes venenosas de la familia Viperidae.

## Distribución geográfica yhábitat
Es endémica de las selvas de Phuket (Tailandia).